# Anglická kuchyně
Anglická kuchyně zahrnuje kuchařské postupy, tradice a recepty z Anglie. Vyznačuje se typickými rysy, ale také má mnoho společného s britskou kuchyní v širším smyslu, zejména díky importu surovin a nápadů ze vzdálených míst, jako je Severní Amerika, Čína a Indie za doby britského impéria a díky poválečné imigraci do země.
Na počátku novověku bylo jídlo v Anglii charakteristické jednoduchostí a používáním velmi kvalitních přírodních plodin, na což měli značný vliv puritáni. Díky tomu vznikla strava, která se vyhýbala silným chutím, jakými se vyznačuje například česnek, a složitým omáčkám, které byly spojovány s kontinentálními katolickými vlivy. Důsledky tohoto vývoje mohou být na tradiční anglické kuchyni do jisté míry patrné dodnes.
Tradiční pokrmy mají původ již ve starověku, patří mezi ně chléb, sýr, pečené a dušené maso, masové a zvěřinové koláče, vařená zelenina a vývary, sladkovodní a mořské ryby. Recepty na takovéto pokrmy obsahuje kuchařská kniha jménem Forme of Cury ze 14. století. V druhé polovině 18. století upozornil reverend Gilbert White v publikaci The Natural History of Selborne na zvýšenou konzumaci zeleniny obyčejným lidem na jihu Anglie, k níž byly přidány brambory teprve za vlády Jiřího III.
Další jídla, například fish and chips, která byla dříve rychlým občerstvením, masové koláče a klobásky se šťouchanými brambory, smaženou cibulkou a masovou omáčkou, dnes v oblíbenosti dohánějí indická a bangladéšská kari a ve woku připravované pokrmy inspirované čínskou a thajskou kuchyní. Velké oblibě se těší rovněž italská a francouzská kuchyně. Británie také velmi rychle přijala za svou americkou novinku v podobě fast foodů a i nadále čerpá a zpracovává gastronomické nápady z celého světa, zatímco současně znovu objevuje vlastní kořeny prostřednictvím trvale udržitelného zemědělství.

## Tradiční pokrmy

### Čaj o páté

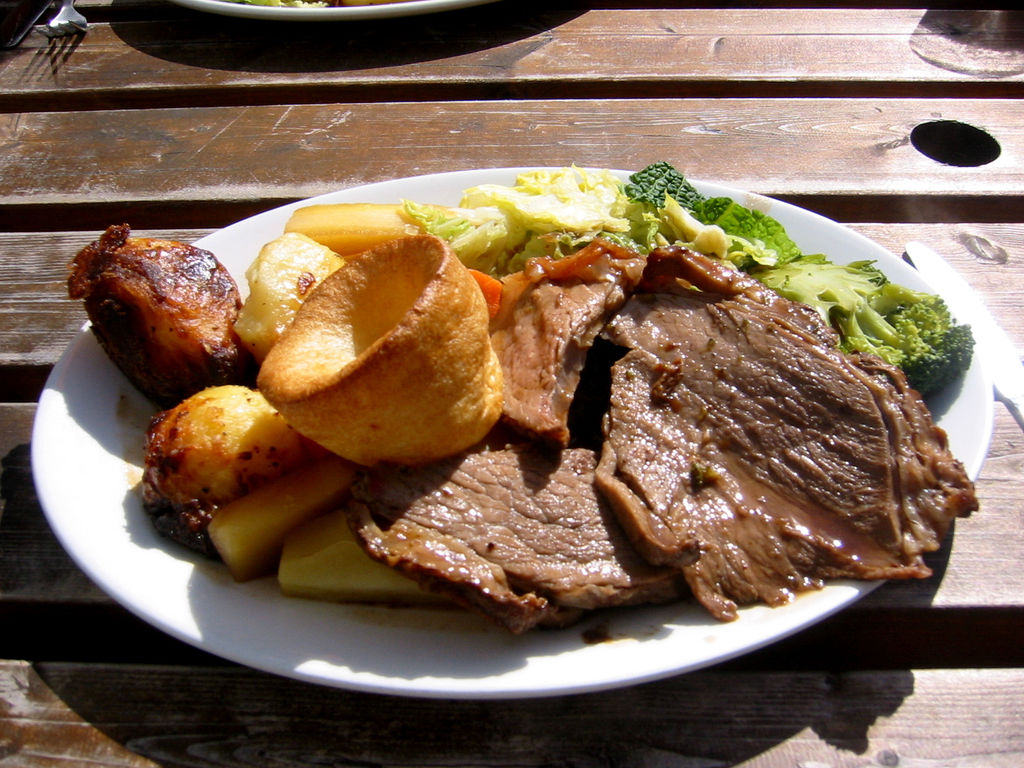
Nedělní pečínka

Je rozšířenou pověrou, že Angličané v polovině odpoledne „všeho zanechají“, aby si mohli vychutnat čaj o páté. To ovšem již není pravda na pracovištích a i doma se jedná o tradici, která je oproti minulosti spíše vzácná. Formální čaj o páté je dnes spíše turistickou záležitostí, zejména v Devonu a přilehlých hrabstvích. Tam jsou v hojném počtu zastoupeny tzv. tearooms (obdoba cukráren), kde se k čaji podávají vdolečky (angl. scones) s džemem a hustou smetanou (jeden z hlavních produktů Devonu a Cornwallu), případně rozličné dortíky. V dřívějších dobách existovala profese s názvem tea lady, což byla žena, jejímž úkolem bylo přinášet do kanceláří a dalších pracovišť čaj a lehké občerstvení, nicméně tento zvyk de facto vymřel v 80. letech 20. století.
Vlastní čaj se obvykle podává s mlékem a pije se během celého dne, často i s obědem či večeří. V poslední době získávají na popularitě též čaje bylinkové a speciální. Káva je méně tradiční než v kontinentální Evropě, nicméně v posledních letech došlo vlivem řetězců typu Starbucks, Costa Coffee apod. k velkém rozkvětu pití kávy. Zejména ve velkých městech je dnes běžné, že se pracovníci před příchodem na pracoviště zastaví pro kávu s sebou.
Po většinu 20. století fungoval v Británii systém, kdy bylo mléko po ránu přiváženo mlékaři na zápraží domu ve skleněných lahvích, ale tato tradice již víceméně zanikla s výjimkou rurálních oblastí.

### Fish and chips a další rychlá občerstvení

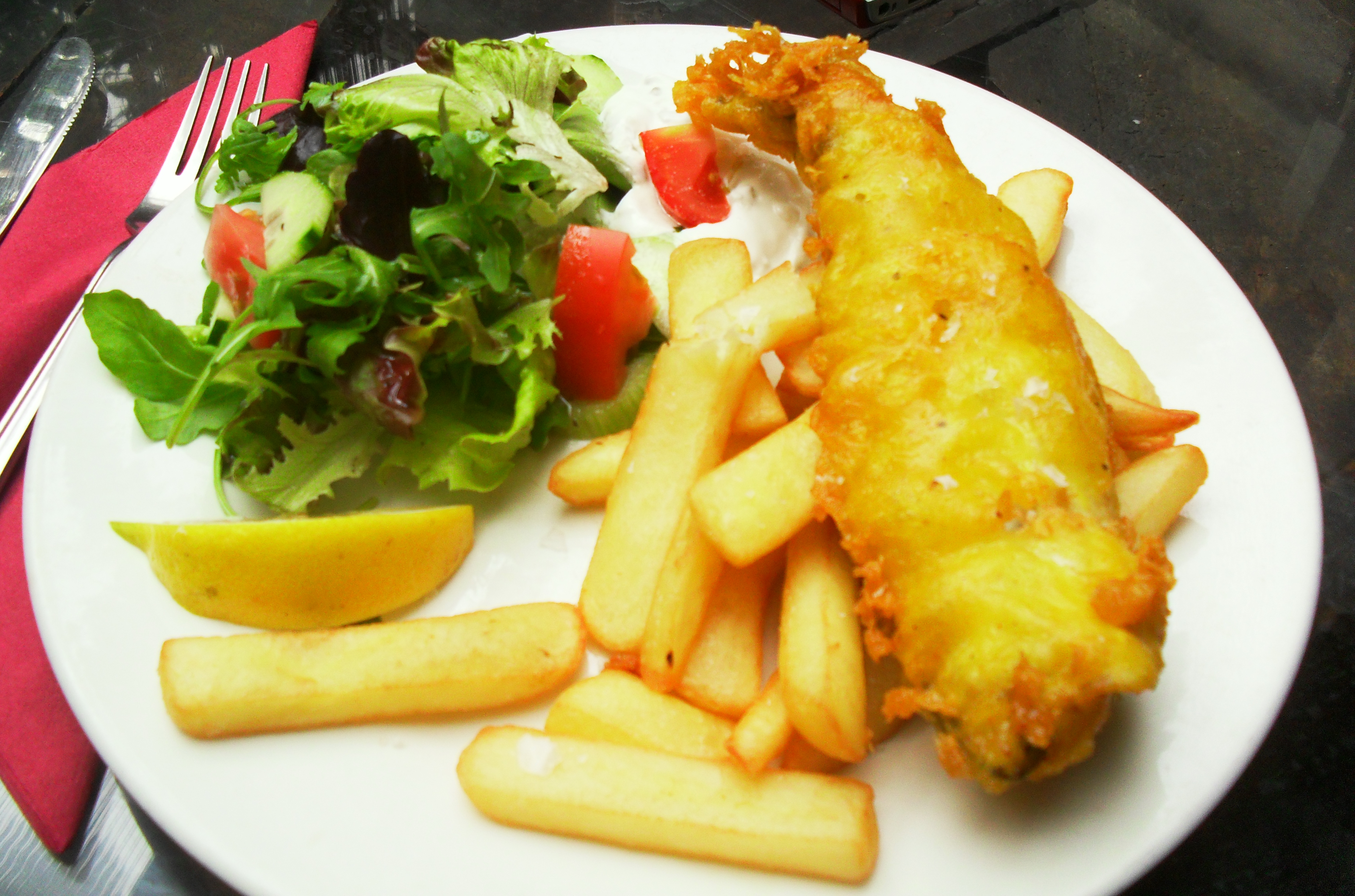
Fish and chips

Anglie je po světě známá jídlem fish and chips a pyšní se velkým množstvím hospod a provozoven rychlého občerstvení, které tuto specialitu nabízejí.
Příchod průmyslové revoluce vedl ke vzniku jídel jako je fish and chips, hrachová kaše a masový koláč s bramborovou kaší. Tato jídla tvořila základ nabídky rychlého občerstvení i stravování Angličanů, ale stejně jako v případě mnoha národních jídel se kvalita jednotlivých nabídek od komerčně produkovaných po autentické či domácí může výrazně lišit.
Nicméně vlivem etnických menšin, zejména Indů a Číňanů, došlo také k rozkvětu a velké dostupnosti etnických rychlých občerstvení. Zejména indické restaurace jsou v anglických městech zastoupeny v hojném počtu a některé pokrmy natolik zdomácněly, že je průměrní Angličané považují za „britskou kuchyni“. Mezi další běžná jídla rychlého občerstvení patří gyros, pizza a smažené kuře po americku.

### Klobásky

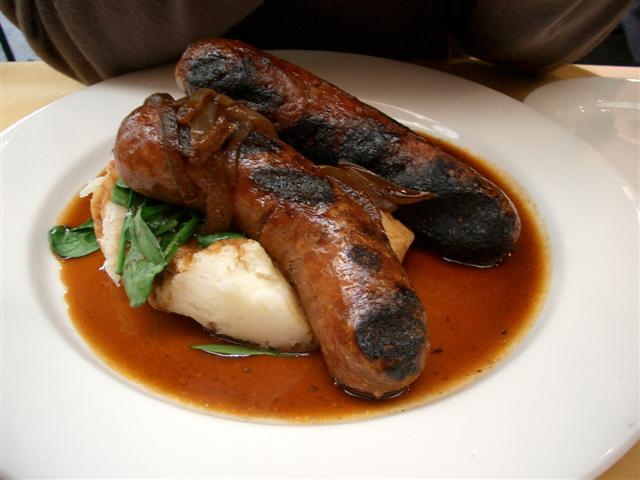
Klobásky s kaší a cibulovou omáčkou

Anglické klobásky jsou typické tím, že se vyrábějí z čerstvého masa a nejsou uzené, sušené ani silně kořeněné. Po 2. světové válce byly klobásky často vyráběny z podřadného masa, tuku a pečiva. V posledních desetiletích, kdy v Británii došlo ke gastronomické revoluci, se ovšem ve většině řeznictví a supermarketů začaly prodávat velmi kvalitní klobásky z nejlepšího masa.
Klobásky se většinou vyrábějí z hovězího či vepřového masa, ačkoliv jsou dostupné i speciální verze, např. ze zvěřiny. Mezi nejznámější typy patří Lincolnshire s bylinkami či Cumberland. Odhaduje se, že ve Velké Británii existuje zhruba 400 druhů klobásek.
Klobásky jsou základem párků v těstíčku (angl. toad in the hole, doslova žabák v díře), kde se kladou na těsto podobné těstu používanému na yorkšírský pudink, v němž se v troubě zapečou a podávají s cibulovou omáčkou.

### Black and white pudding
Typ klobásky jménem black pudding' je typický pro hrabství Lancashire, a dále pak Skotsko a Irsko, a chuťově je velmi podobný českému jelitu. White pudding je anglická obdoba jitrnice.

### Masové koláče a taštičky

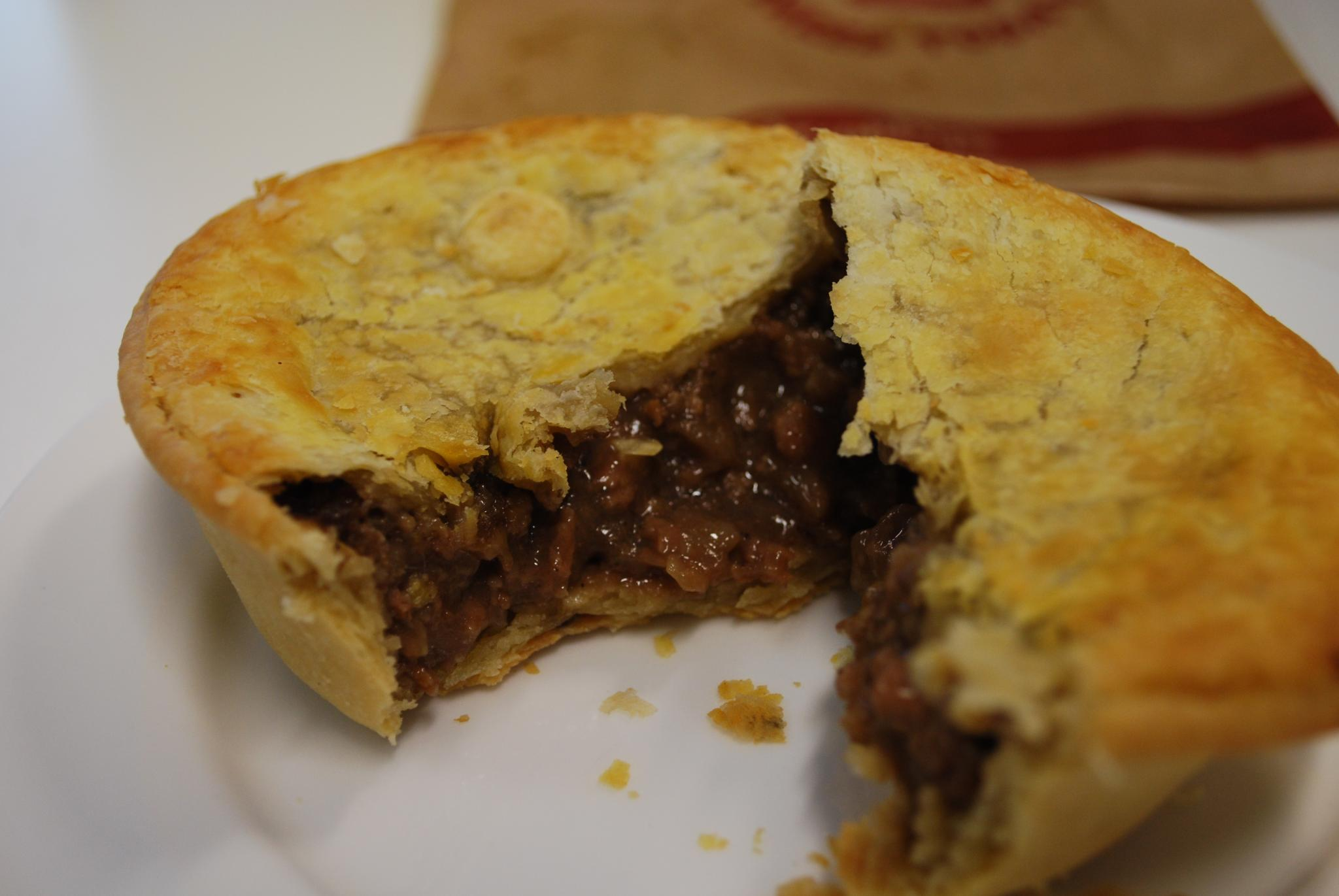
Koláč s hovězím a cibulí

Tradice vyrábění masových koláčů pochází ze středověku, kdy se nádoba z těsta používala pro přenášení jídel a měla též těstové „víčko“. Od té doby je masový koláč jedním z nejtypičtějších anglických jídel. Mezi klasické náplně patří kuřecí s houbami a hovězí s ledvinkami. Vepřové koláče se téměř výlučně jedí studené.
Cornwallská taštička (Cornish pasty) je větší piroh, který vznikl pro potřeby horníků v Cornwallu. Ti tento pokrm pojídali v dole, kde nebyla možnost umýt si ruce a často pracovali se zdraví škodlivým materiálem. Proto má taštička tlustý okraj z těsta, za nějž horníci svačinu drželi a po jídle ho vyhodili. Tradiční náplň tvoří hovězí, brambory, tuřín a cibule.
Další druh koláče se místo těsta zakrývá bramborovou kaší – sem patří například pastýřský koláč (shepherd’s pie) s jehněčím, jeho obdoba s hovězím známá pod názvem cottage pie nebo rybářský koláč (fisherman’s pie) s treskou a hráškem.

### Slanina a uzenáče

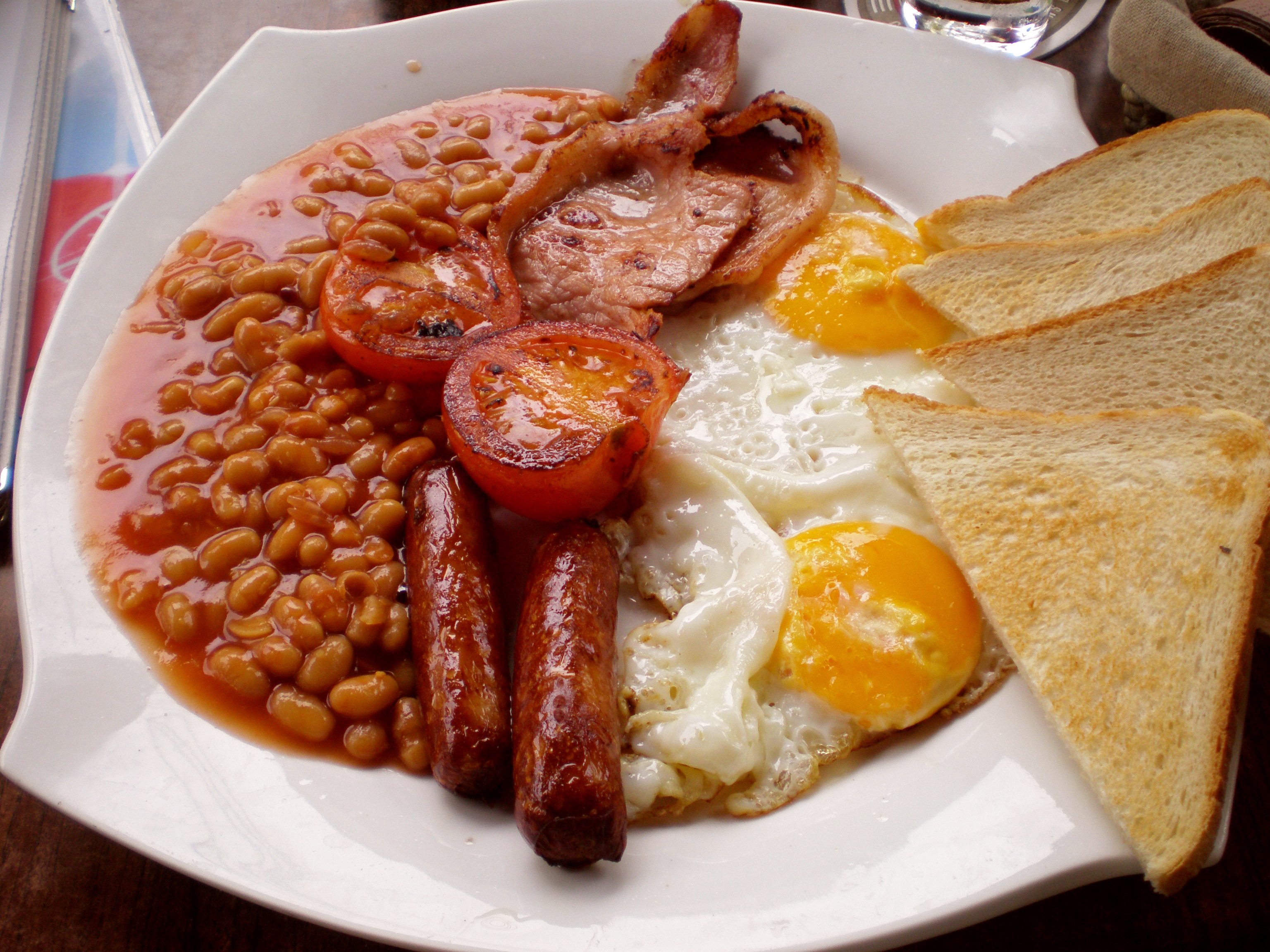
Snídaně (19. století) s párky, slaninou, rajčaty (z Ameriky, cca 18. století) a vejci

V severních zemích Evropy je tradiční uchovávání potravin pomocí nasolování, uzení a nakládání. Uzenáče, šunka a slanina jsou nejtypičtějšími anglickými produkty těchto technik.

### Sendviče
Anglie dala světu slovo sendvič, ačkoliv John Montagu, 4. hrabě hrabství Sandwich, po němž je pochutina pojmenovaná, nebyl první, kdo s tímto vynálezem přišel. Jde o chleba plněný např. šunkou a zeleninou.

### Jídla indického původu

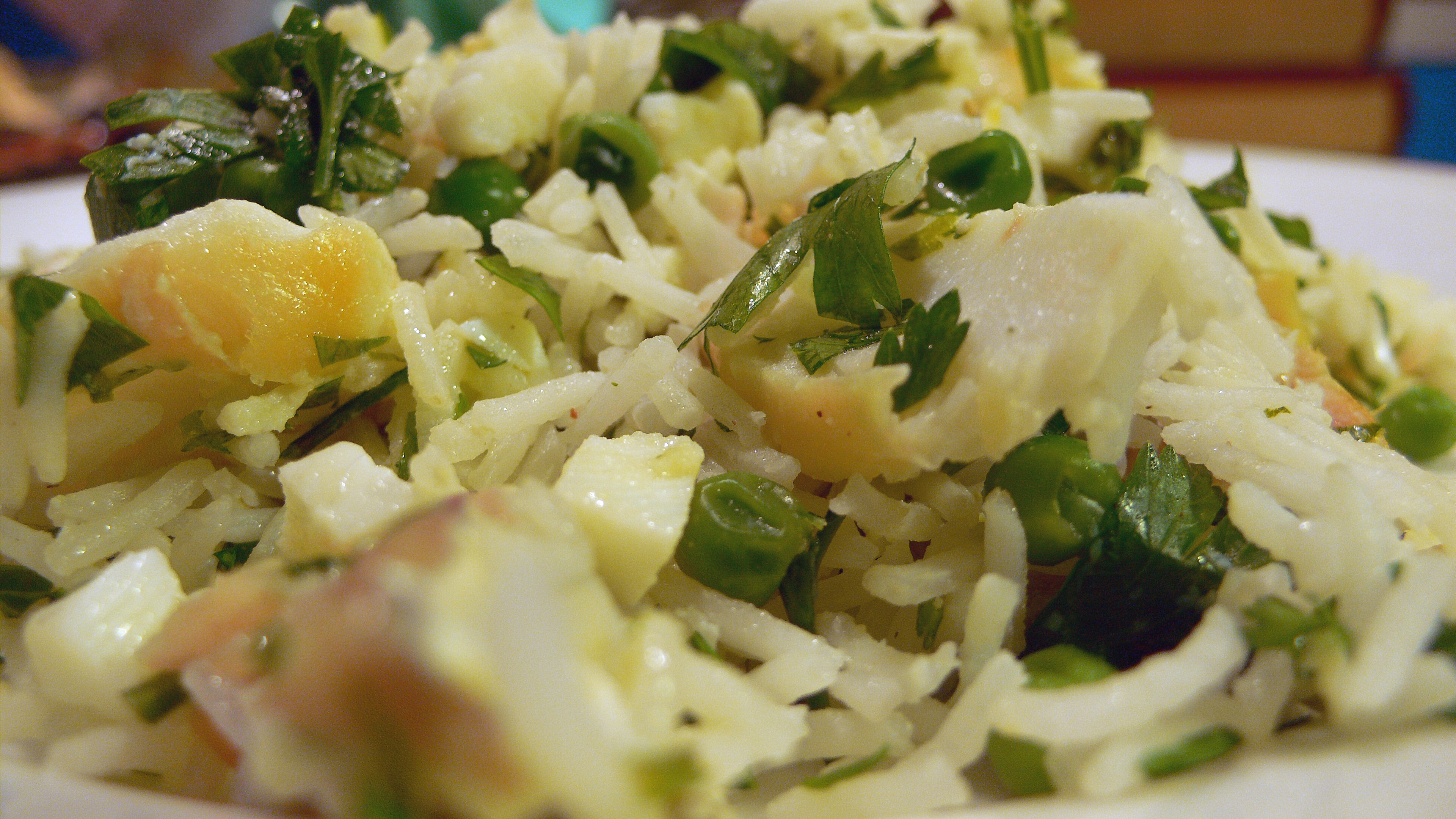
Kedgeree

Ve viktoriánském období, kdy Británie Indii vládla, došlo k prvnímu propojení indických pokrmů s anglickými. Takto vzniklo například kedgeree – směsice vařené bílé ryby, rýže, petržele, vajec natvrdo, kari prášku, másla či smetany a někdy hrozinek – oblíbená v 19. století jako snídaně.
Existuje i mnoho pozdějších směsicí, zejména chicken tikka masala, která je dnes považována za jedno z nejoblíbenějších jídel v Británii.

### Nakládaná zelenina, zavařeniny a přísady

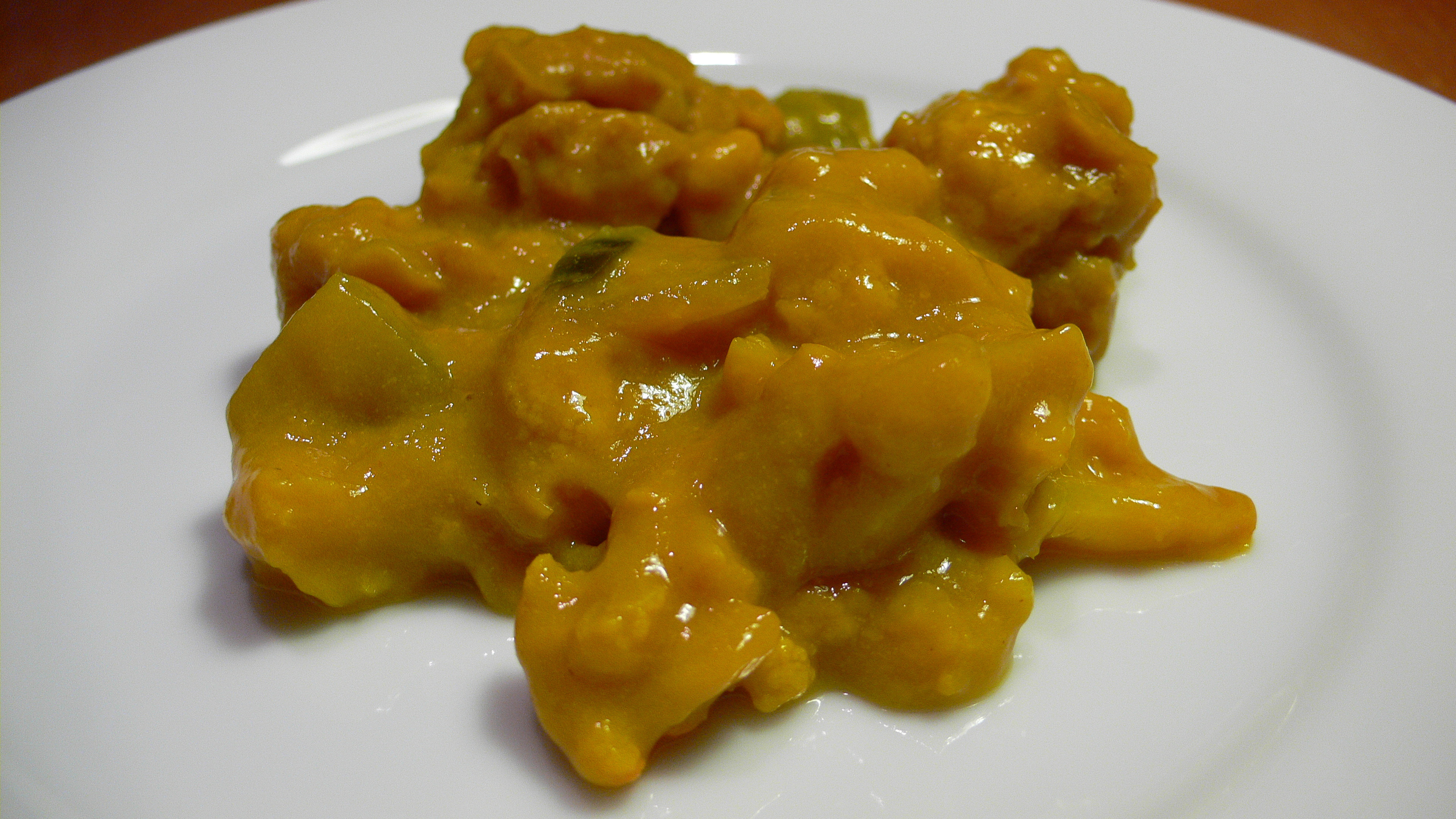
Piccalilli, nakládaný pokrm odvozený z indické kuchyně v roce 1758

Nejrůznější zavařeniny značně ovlivnily exotické kuchyně britského impéria. Proto mezi populární volby patří čatní, původem z Indie, piccalilli, nakládané cibulky a okurčičky. Klasickými příklady přísad do jídel je rajčatová omáčka, Worcestrová omáčka a „hnědá“ omáčka HP. Do mnoha jídel se používá také sladový ocet. Anglická hořčice má výraznou chuť a jasně žlutou barvu, prodává se též ve formě prášku.

### Sýr
Typické anglické sýry jsou tvrdé a vyrábí se z kravského mléka. Nejrozšířenějším druhem je čedar, který je známý po celém světě. Společně s ním je tzv. králem mezi anglickými sýry Stilton, což je sýr s modrou plísní podobný roquefortu. Vyrábí se ovšem velké množství dalších charakteristických sýrů a jejich výroba zažívá v poslední době díky zájmu o lokální produkty jistou renesanci.

### Dezerty

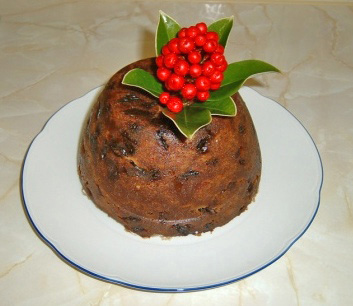
Vánoční pudink

Mezi oblíbené moučníky patří bread and butter pudding (podobný zemlbábě), drobenkový koláč s rebarborou a trifle (moučník s želatinou, šlehačkou a ovocem). Ke koláčům se většinou podává vanilkový krém. Tradiční pochutinou na Vánoce je vánoční pudink se sušeným ovocem.

### Nápoje
Likér z bezinek či bezových květů je osvěžující a aromatický nealkoholický nápoj, který je v Británii velmi oblíbený. Z džusů je nejpopulárnější jablečný, který je k dostání v nejrůznějších variantách a v zimě se pije teplý a okořeněný.

### Alkoholické nápoje
Vlivem Římanů je rozšířené pití vína k jídlu, nicméně mezi obyčejnými lidmi se vždy těšila oblibě místní piva, ale a cider. Cider byl z historického hlediska vždy oblíbenější v jihozápadní Anglii. Cider je vyráběn nejen z jablek, ale též z hrušek, této variantě se pak říká perry.

## Mezinárodní pověst
Anglická kuchyně se v porovnání například s italskou či francouzskou kuchyní netěší příliš dobré pověsti. Velká část Angličanů ovšem tento postoj považuje za zastaralý, protože bídná kvalita průmyslově vyráběných potravin ve 20. století neodpovídala kvalitě domácí kuchyně.
Během středověku a osvícenství měla anglická kuchyně vynikající pověst, její úpadek nastal v okamžiku, kdy během průmyslové revoluce začal lid opouštět venkov a hromadně se stěhovat do měst. Britská kuchyně také velmi trpěla nucenými příděly v obou světových válkách (výdej na potravinové lístky byl v Británii ukončen teprve v roce 1954), na což plynule navázal rozkvět masově vyráběných potravin nevalné úrovně.

## Dnešní situace
Dnešní Británie je ovšem z tohoto pohledu diametrálně odlišná, díky slavným televizním šéfkuchařům se zvýšilo uvědomění lidí o jídle, rozdílných kuchyních světa a kvalitních ingrediencích. Suroviny ze všech koutů světa jsou běžně dostupné v síti supermarketů a k větší diverzitě v městech přispívají i početné etnické komunity, díky nimž může běžný Angličan sehnat i takové přísady, které byly ještě před 30 lety nedostupné.

## Významní angličtí kuchaři a propagátoři gastronomie
- "Mrs Beeton"
- Heston Blumenthal
- Fanny Cradock
- Johnnie Cradock
- Clarissa Dickson Wright
- Hugh Fearnley-Whittingstall
- Keith Floyd
- Sophie Grigson
- Ainsley Harriott
- Nigella Lawsonová
- Rustie Lee
- Jamie Oliver
- Gary Rhodes
- Michel Roux, Jr.
- Nigel Slater
- Delia Smithová
- Rick Stein
- Antony Worrall Thompson
- Marco Pierre White
- Gordon Ramsay